# Флоридское течение
Флоридское течение — тёплое морское течение в Атлантическом океане вдоль юго-восточного побережья американского штата Флорида.
Является продолжением Карибского течения и течёт в восточном направлении через Флоридский пролив между Флоридой и Кубой. После этого перед Багамскими островами поворачивает на северо-восток. Немного севернее объединяется с Антильским течением и образует Гольфстрим.
Флоридское течение несёт примерно 3,2×107 м³ воды в секунду, при скорости 1,8 м/с.